# كالانوس

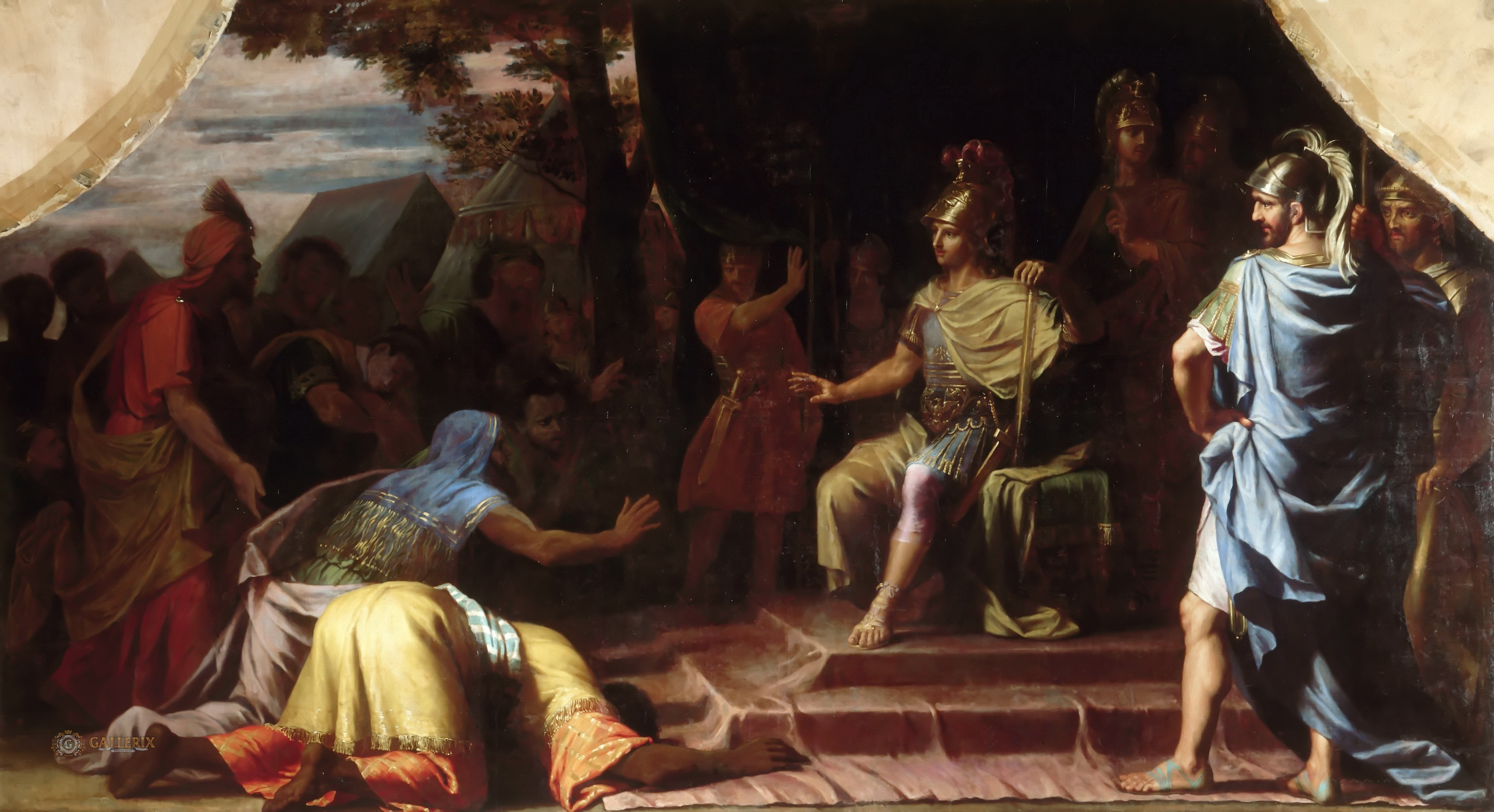
لوحة تمثل ركوع كالانوس أمام الإسكندر وهو ينبئه بموته القريب مرسومة من قبل جان بابتيست دي شامباينيه

كالانوس هو فيلسوف ومتصوف هندي أصله من مدينة تاكسيلا في باكستان ولد في سنة 398 ق م حالياً تعرف على الإسكندر الكبير أثناء حملته ضد الهند وبعد انتهاء حملته رافقه عائدًا معه إلى بلاد فارس، بعد ذلك انتحر. يذكر أن الإسكندر كان متأثر به لنقده للفلسفة اليونانية وإقترح عليه أن يرافقه إلى فارس وأن يكون أحد معلميه وقد قضى كالانوس بقية حياته مع الإسكندر ومثل معه الفسلفة الشرقية والحرية. توفي كالانوس بعمر ال73 سنة. ويذكر أن كالانوس إنتحر بعد أن عرف من مرسال فارسي أن الإسكندر يفضله أن يكون ميتاً فقرر كالانوس عند إذ إغراق نفسه بماء البحيرة في الغابة التي رحل لها مع الرجل الفارسي في سنة 323 ق م. يذكر أن عدة قادة آخرين قد تلقوا تعلميهم منه مثل ليسيماخوس. هناك بعض الأقاويل تشير أيضاً إلى أن كالانوس هو الذي تنبأ بموت الإسكندر في بابل وهذا ما سبب غضب الإسكندر منه.